# 苏州老字号
苏州老字号是苏州市商务局給蘇州企業頒發的榮譽稱號。2018年3月7日，苏州市商务局发布《“苏州老字号”认定规范（试行）》，开展“苏州老字号”的评选。2018年9月12日，包含上述54家“中华老字号”及“江苏老字号”在内，共78家品牌被认定为“苏州老字号”，对外正式公布。